# Közönséges datolyapálma
A közönséges datolyapálma (Phoenix dactylifera) az egyszikűek (Liliopsida) osztályának pálmavirágúak (Arecales) rendjébe, ezen belül a pálmafélék (Arecaceae) családjába tartozó faj.

## Előfordulása
A közönséges datolyapálma eredeti előfordulási területe az Arab-félsziget és Pakisztán között lehetett. Mezopotámiától Egyiptomig ősidők óta termesztették.
Manapság sok helyen termesztik; az ember segítségével az Antarktisz kivételével az összes kontinensre eljutott.

## Megjelenése
E datolyapálma-faj törzsén az elpusztult levelek alapi részei rombusz alakú mintázatot mutatnak, és a többnyire viszonylag laza levélüstök mintegy 20-30 levélből áll, amelyek elérhetik az 5 méter hosszúságot. A fa maga általában 21-23 méter magasra nő meg.

## Termesztése
A közönséges datolyapálma nélkül az élet sok sivatagi területen még ma sem lenne elképzelhető. A datolyapálmát az ember terjesztette el a Szahara oázisaiban. A legtöbb ilyen helyen ez a fő mezőgazdasági termény. Egy termő fáról évente 150-200 kilogramm gyümölcs szüretelhető. Nemcsak az emberek fő élelmiszere, hanem a háziállatok is ezt eszik, beleértve a kutyákat és macskákat is. A fa minden részét felhasználják a termésen kívül is, mivel ez az egyetlen fa alakú növény az oázisokban. Törzséből készülnek a házak gerendái, leveleiből kerítést fonnak, rostjaiból ezerféle használati tárgyat készítenek. A fa tetején sarjadó rügyek egy részéből főzeléket, pálmasajtot készítenek. Törzse levelek alatti szakaszából cukros lé csapolható, amiből szeszes italt lehet előállítani. Még a temetkezés során is felhasználják: a sírokra pálmatörzseket fektetnek, hogy a szél le ne fújja róluk a homokot.

## Képek

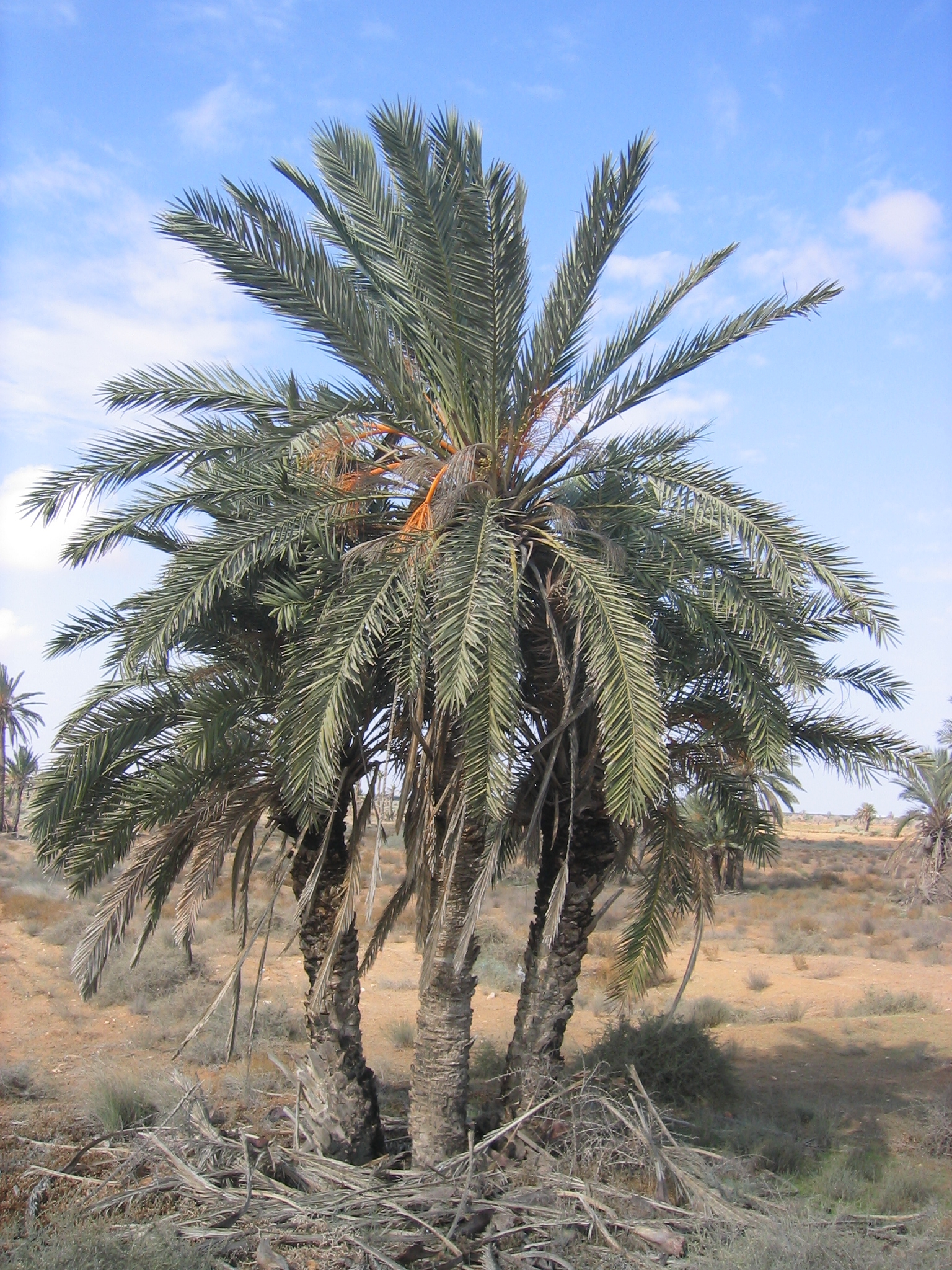
A növény
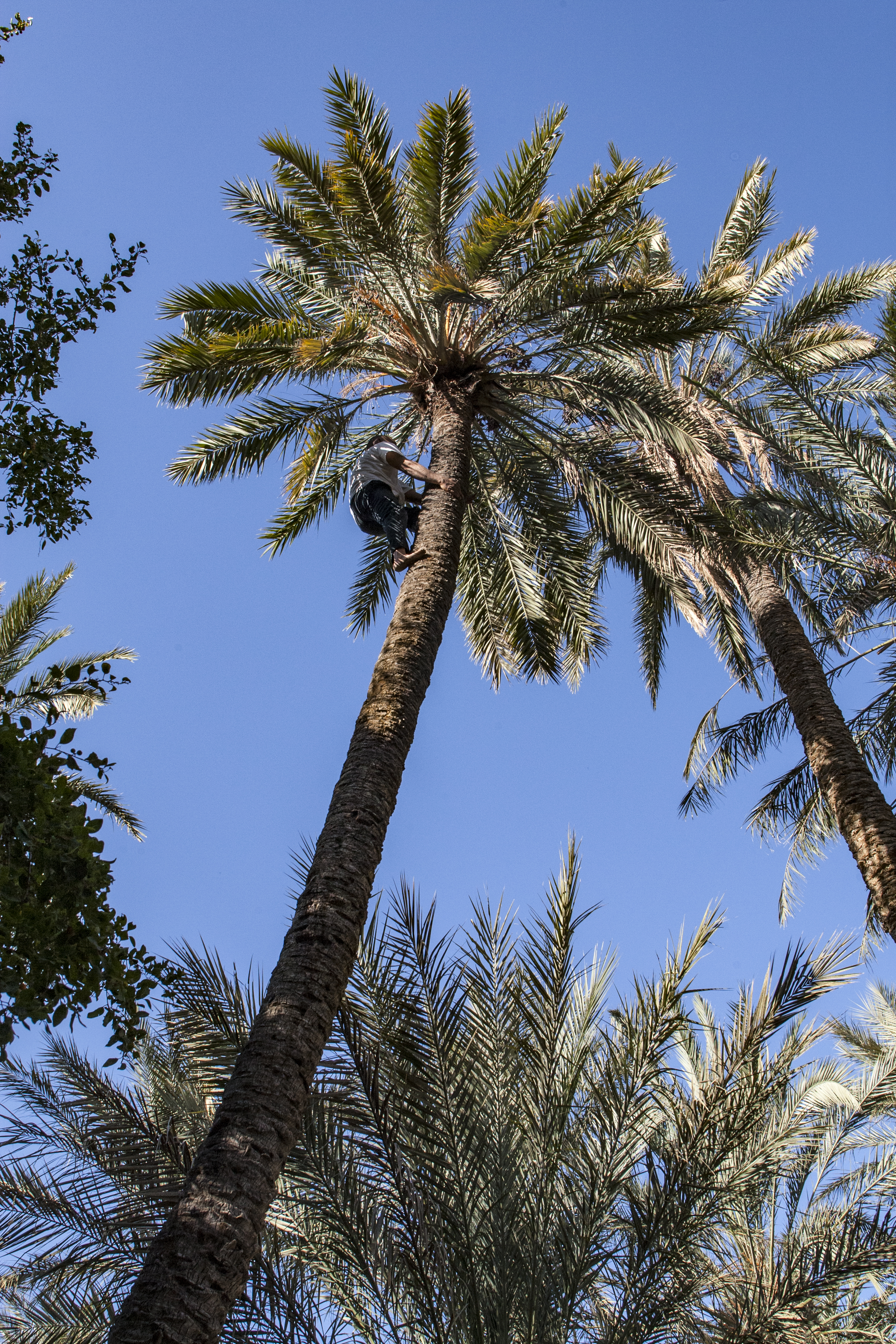
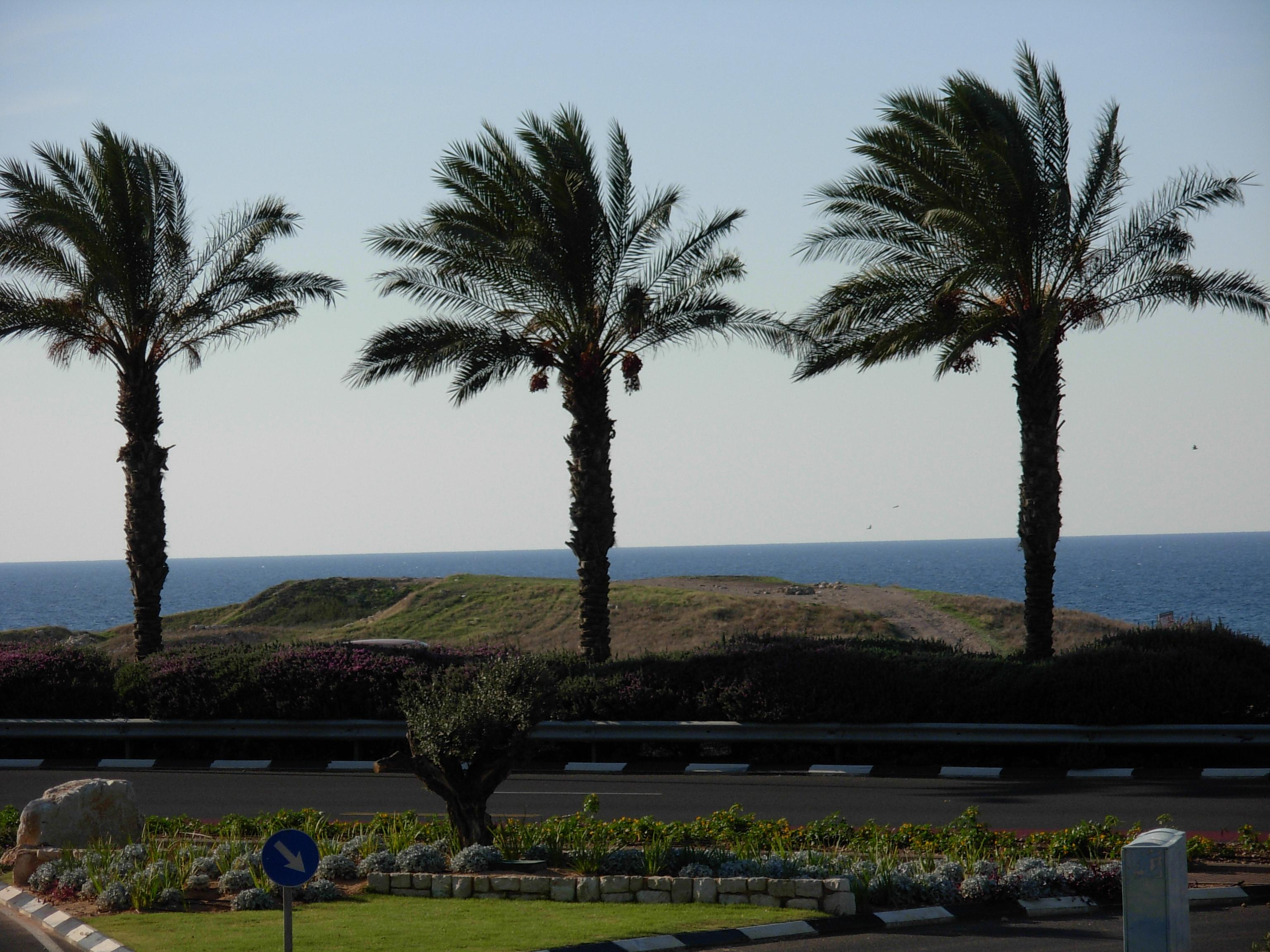
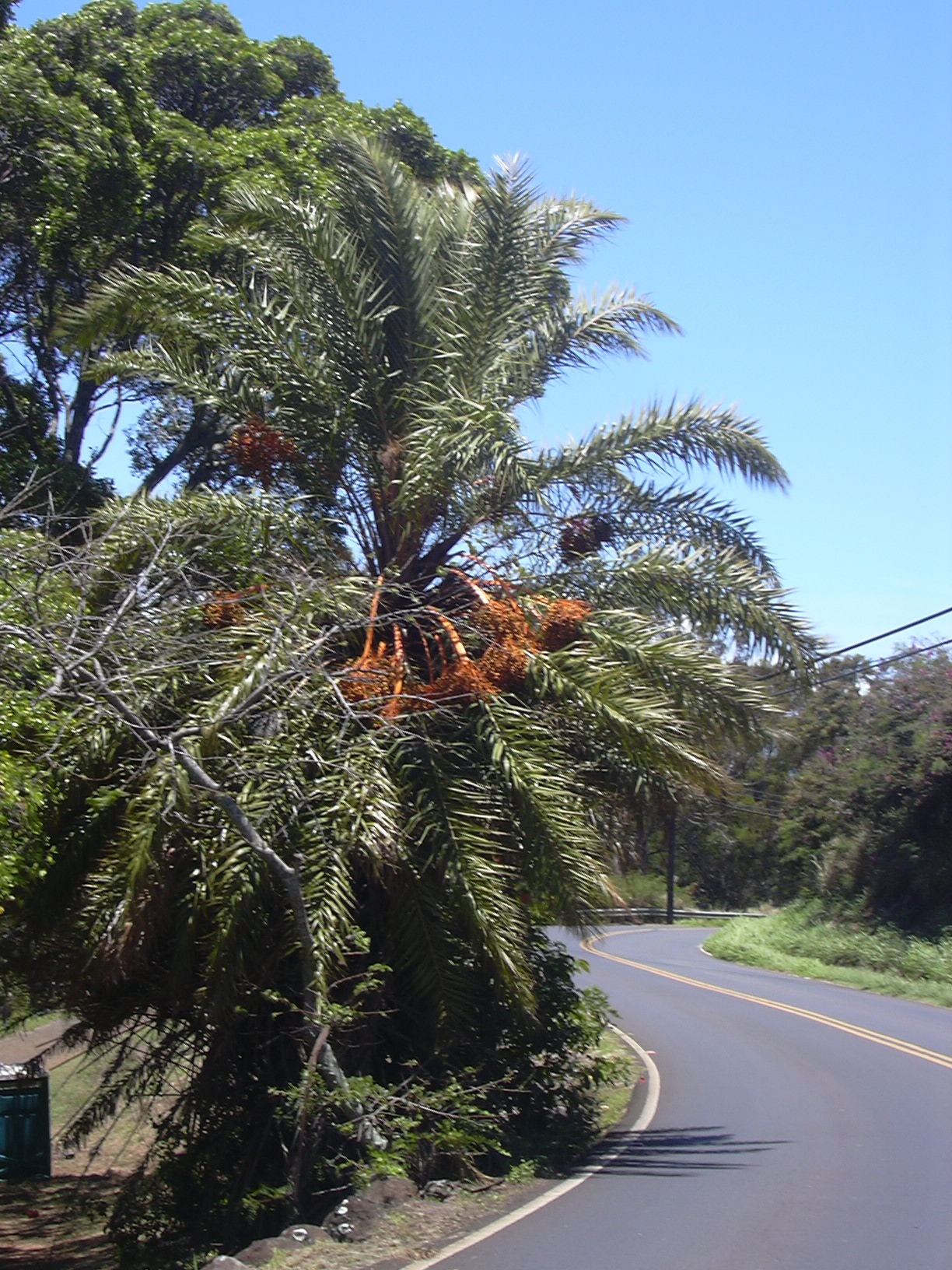
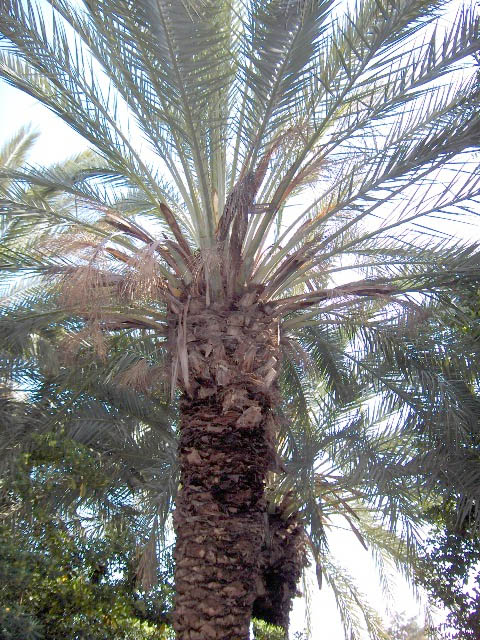
Törzse és koronája
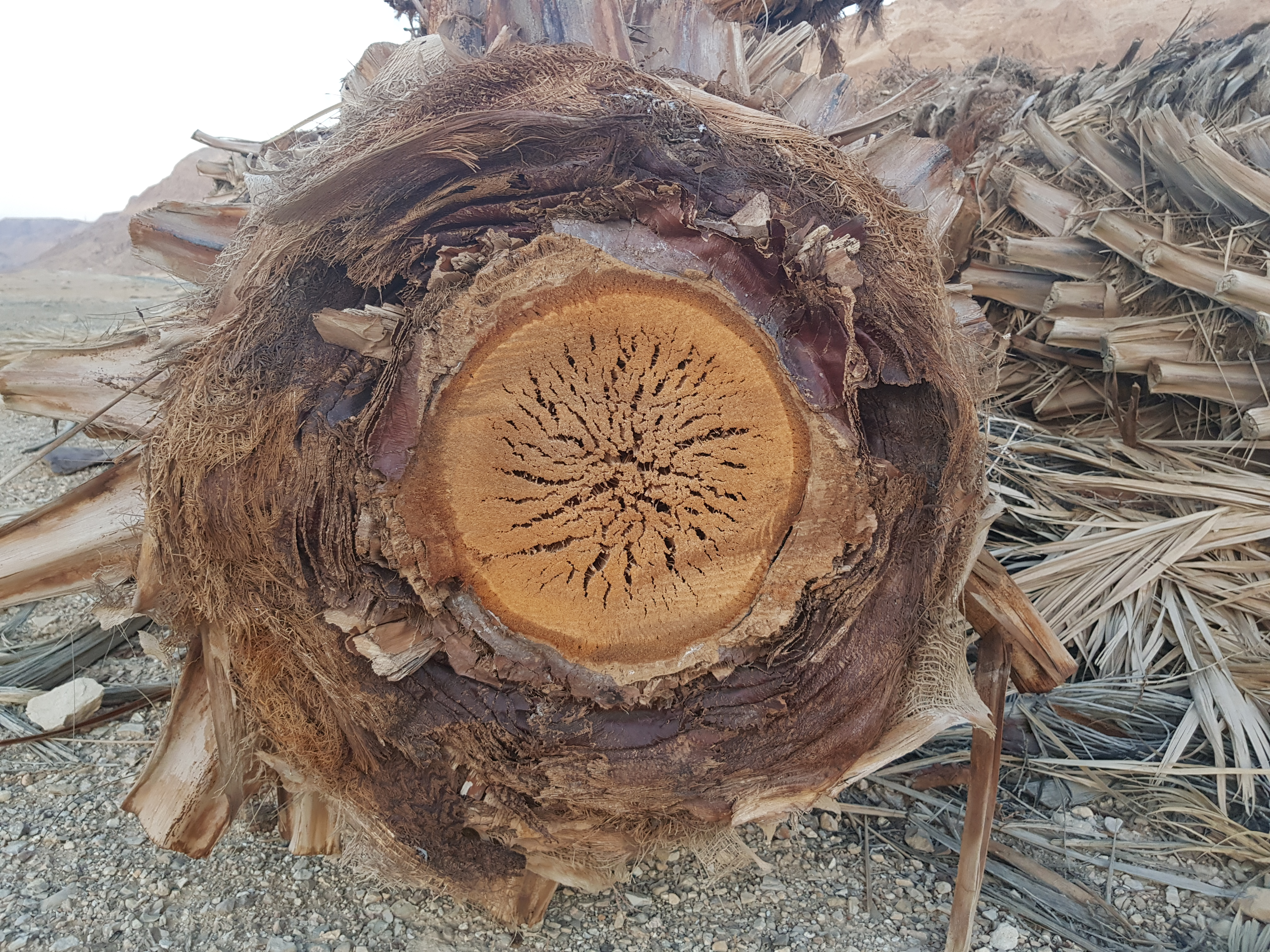
Törzsének keresztmetszete
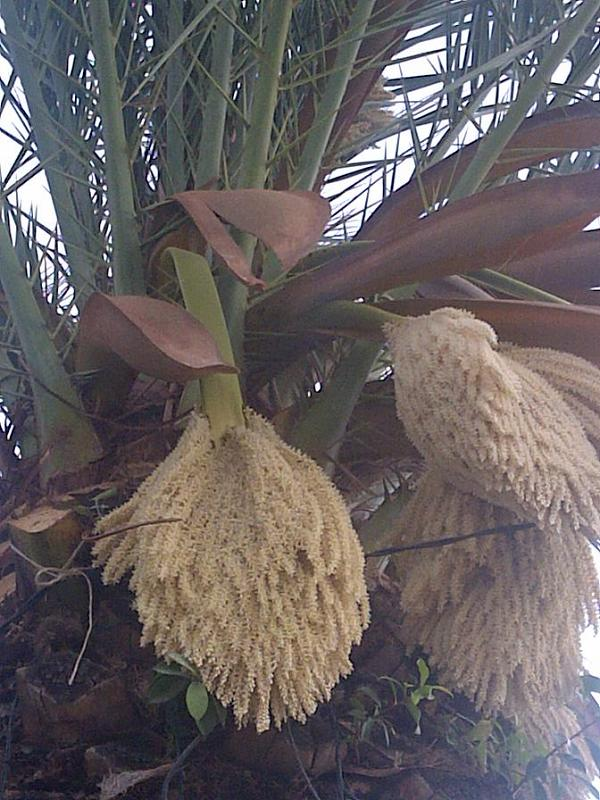
Virágzatai
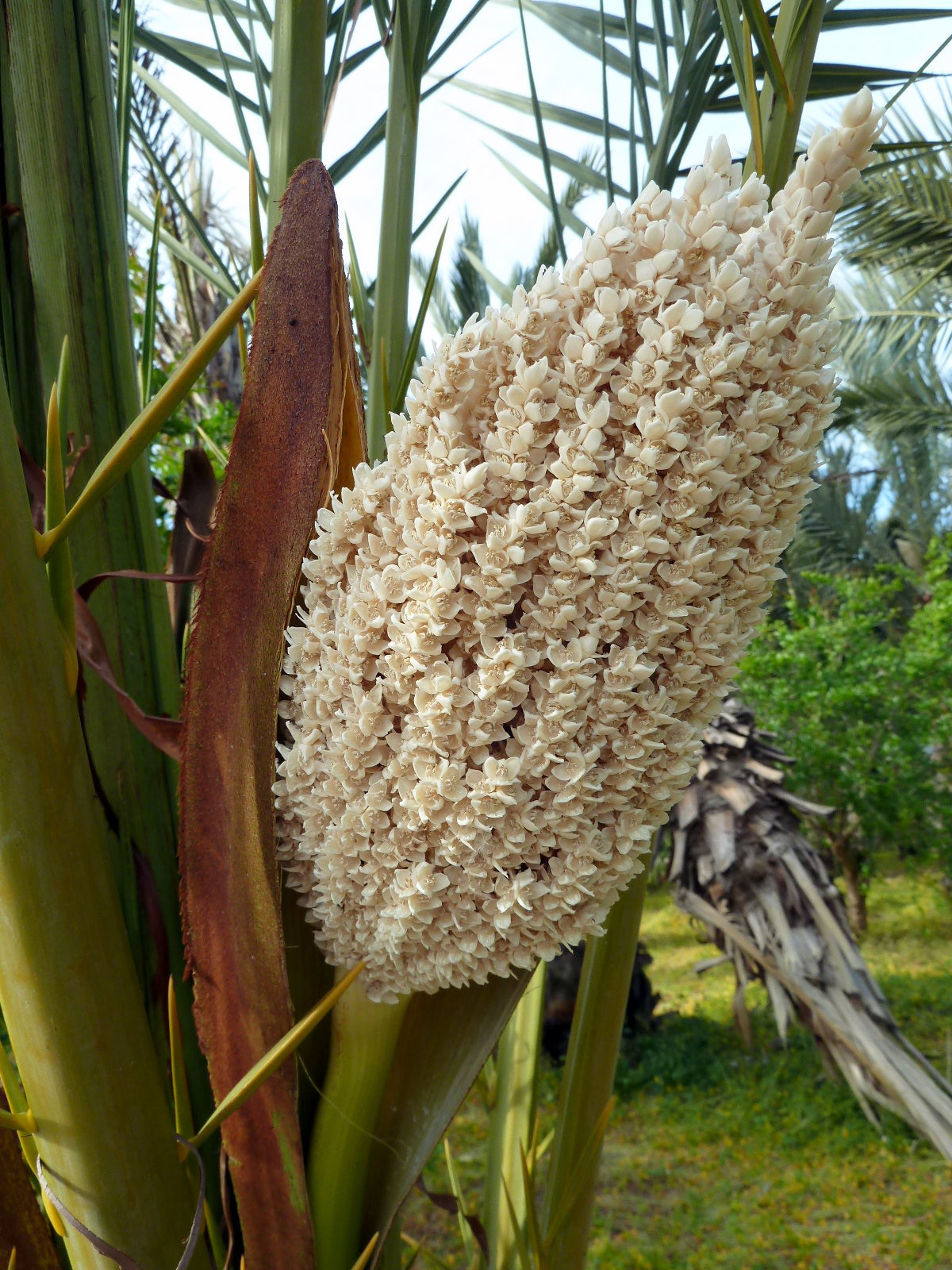
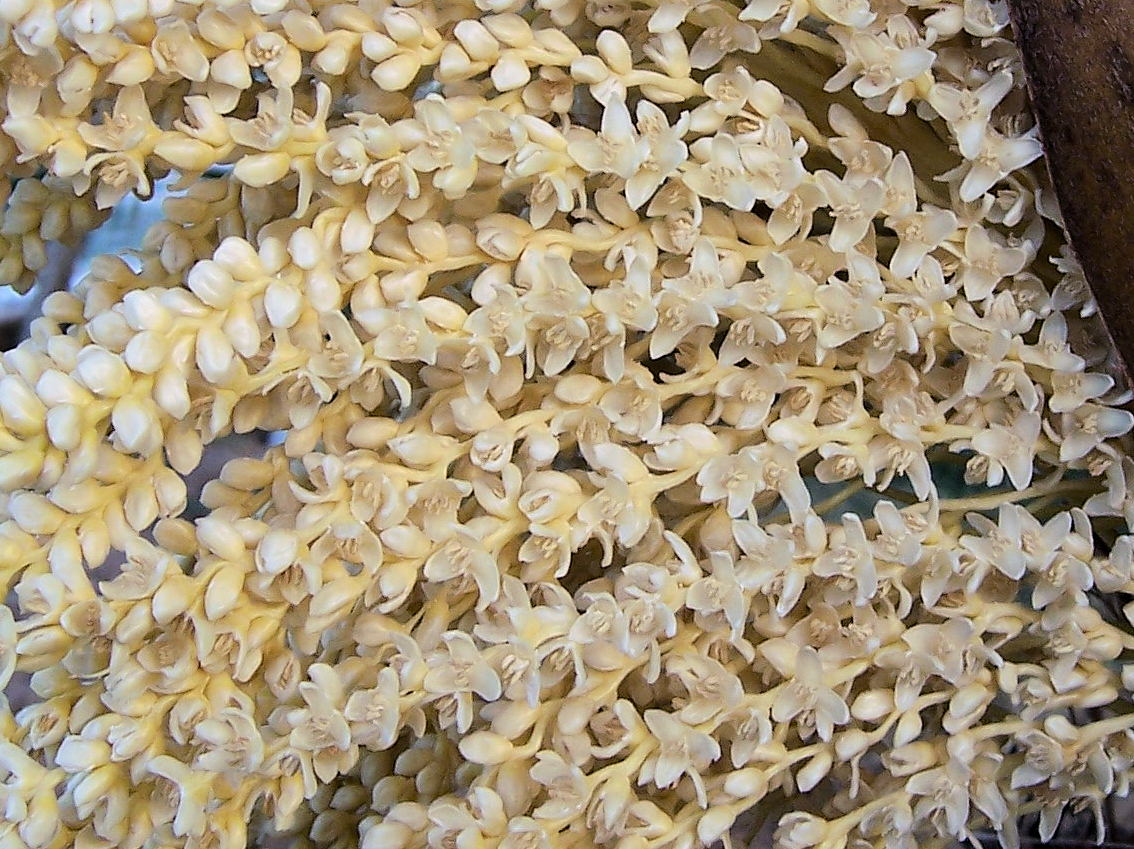
Virágzatai közelről
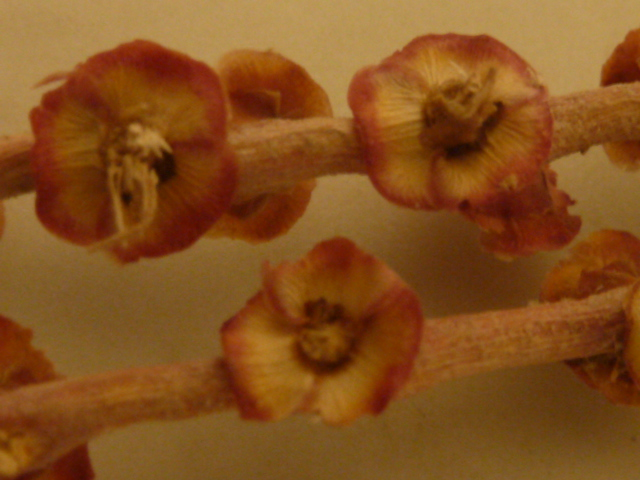
Virágai közelről
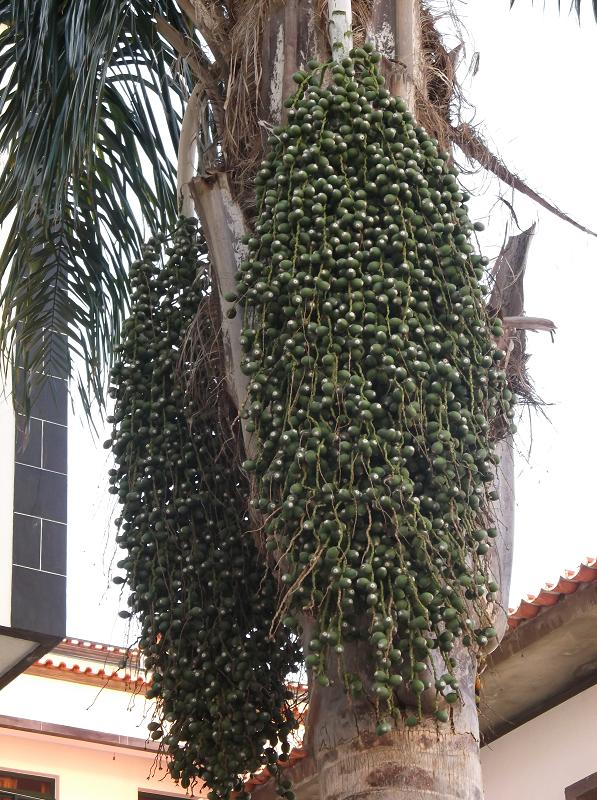
Éretlen termései
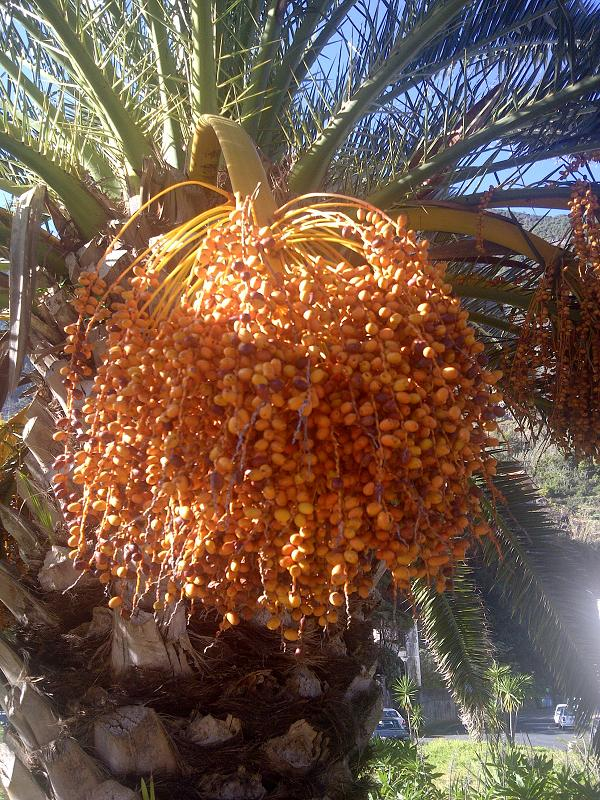
és érett termései
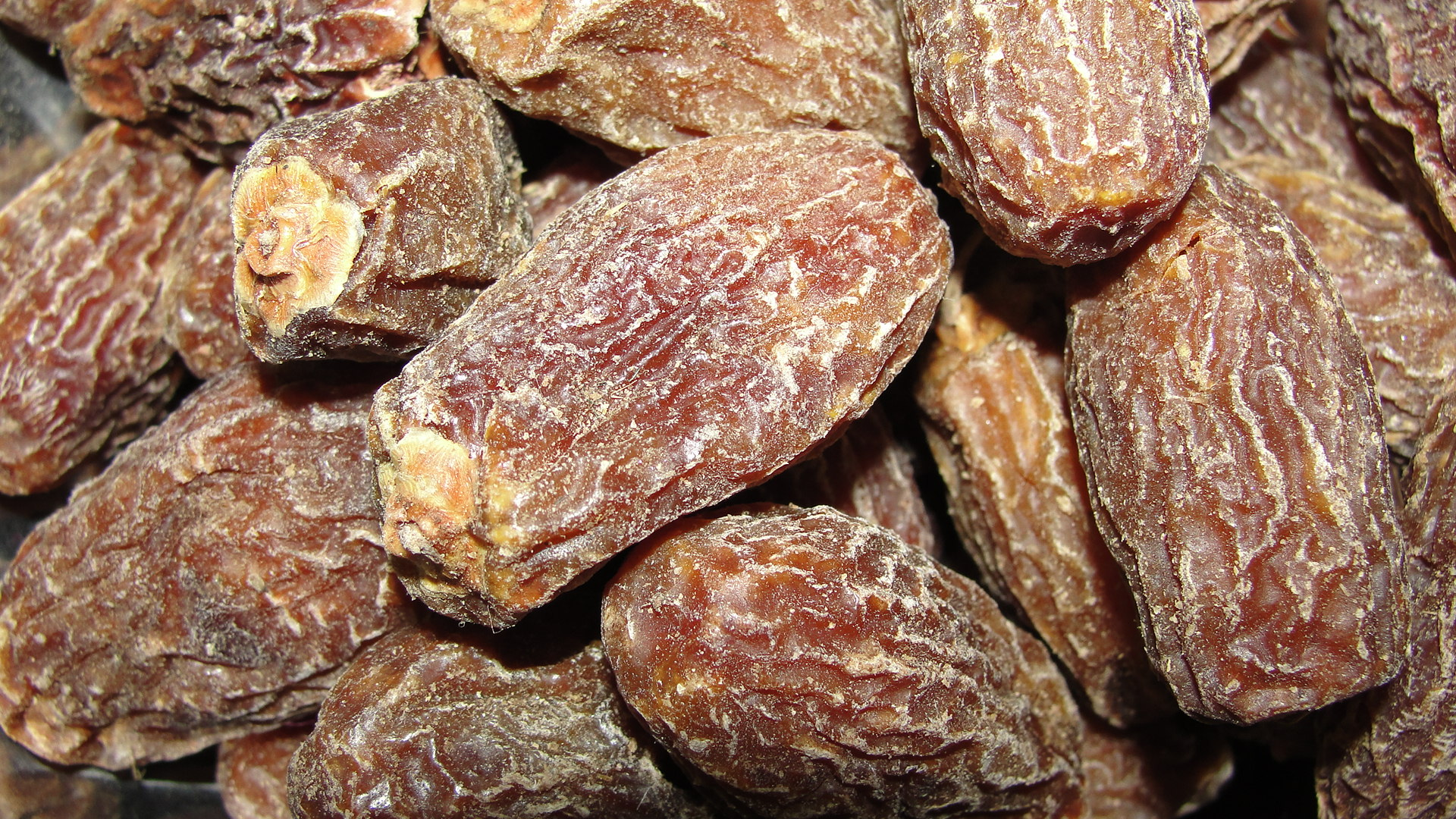
Szárított termések
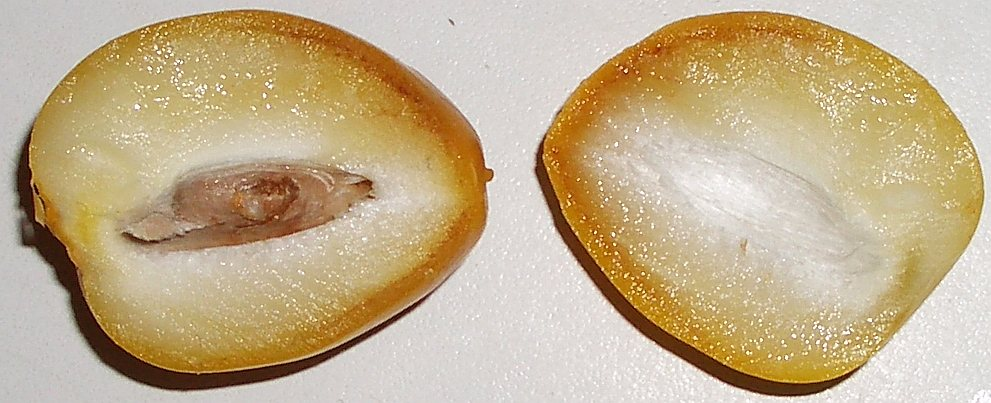
Kettévágott friss termés
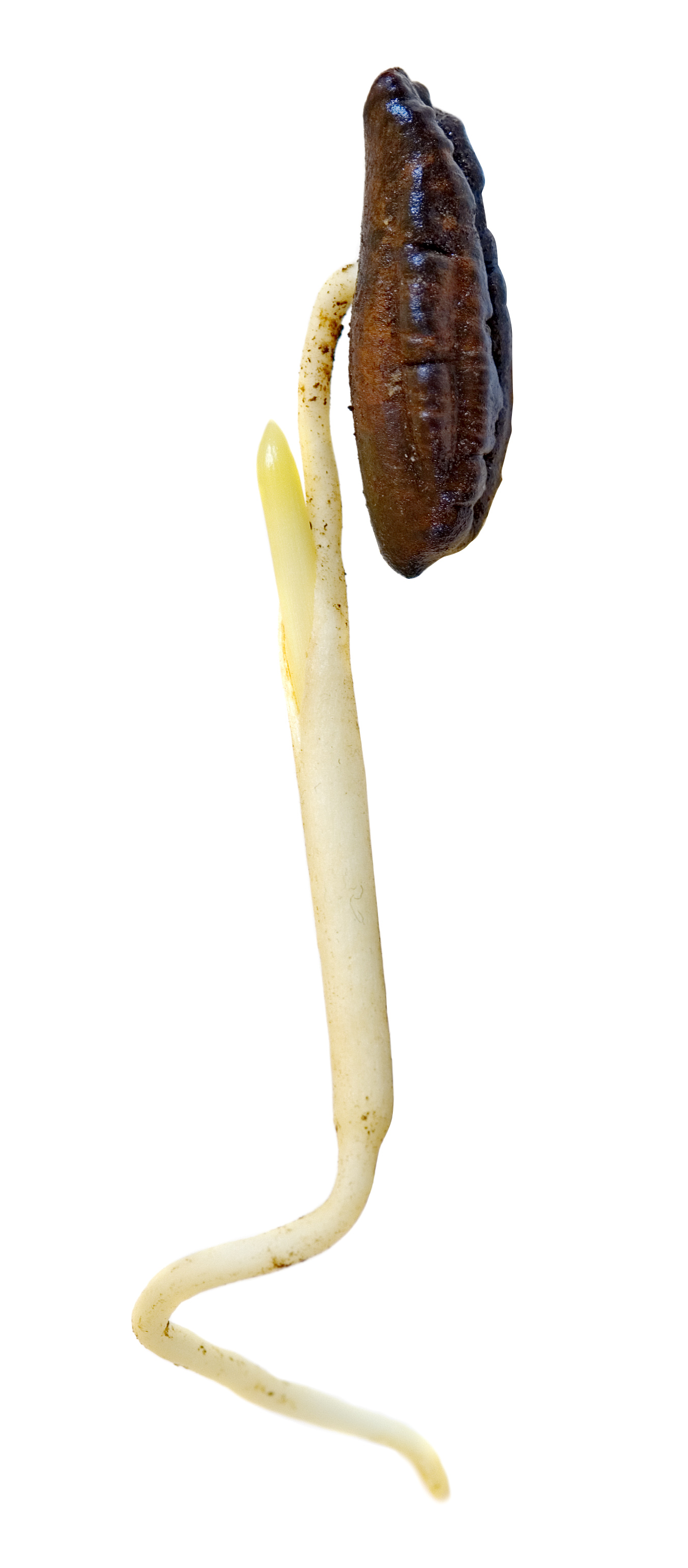
Csírázó mag
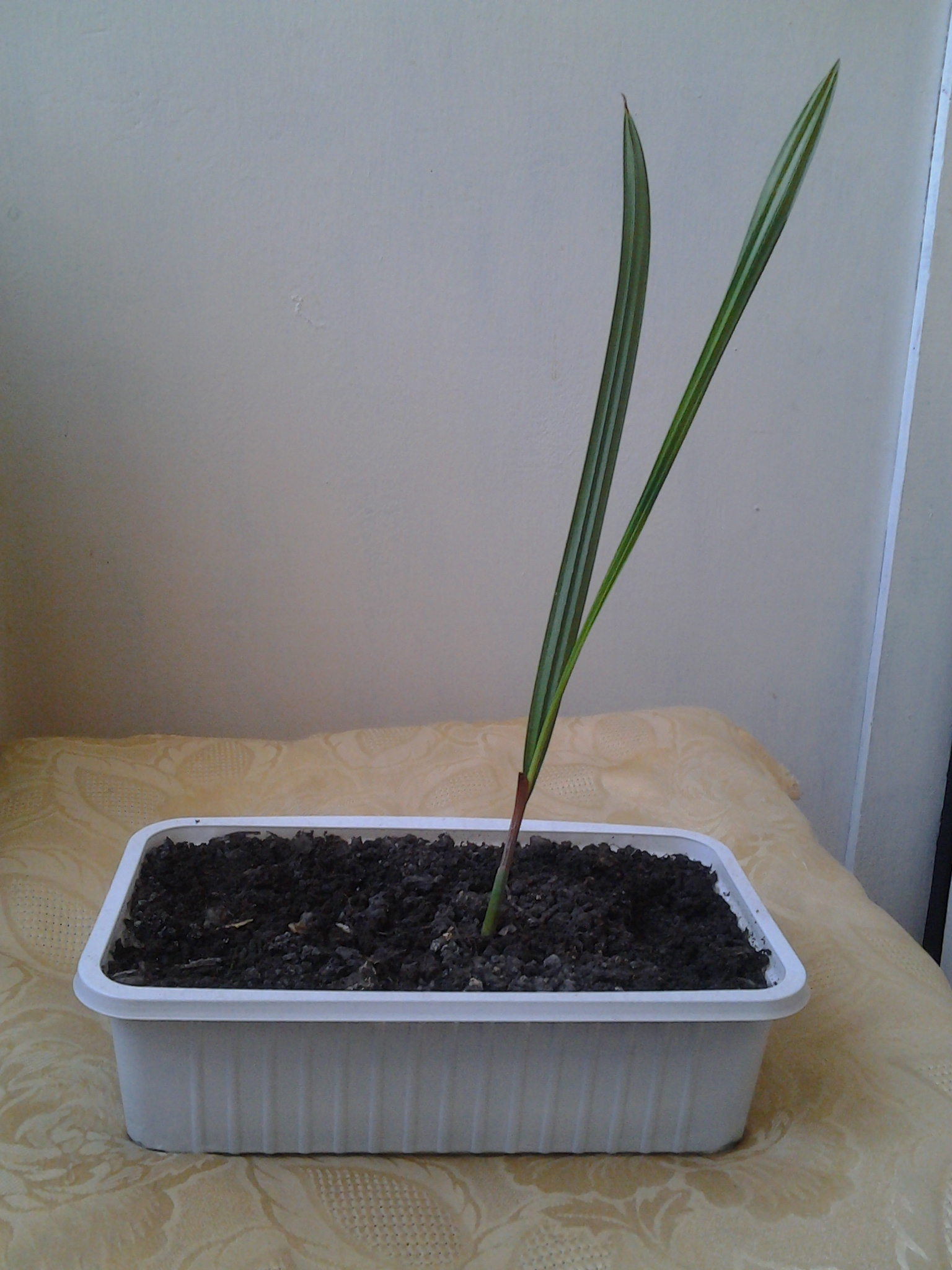
és fiatal példány
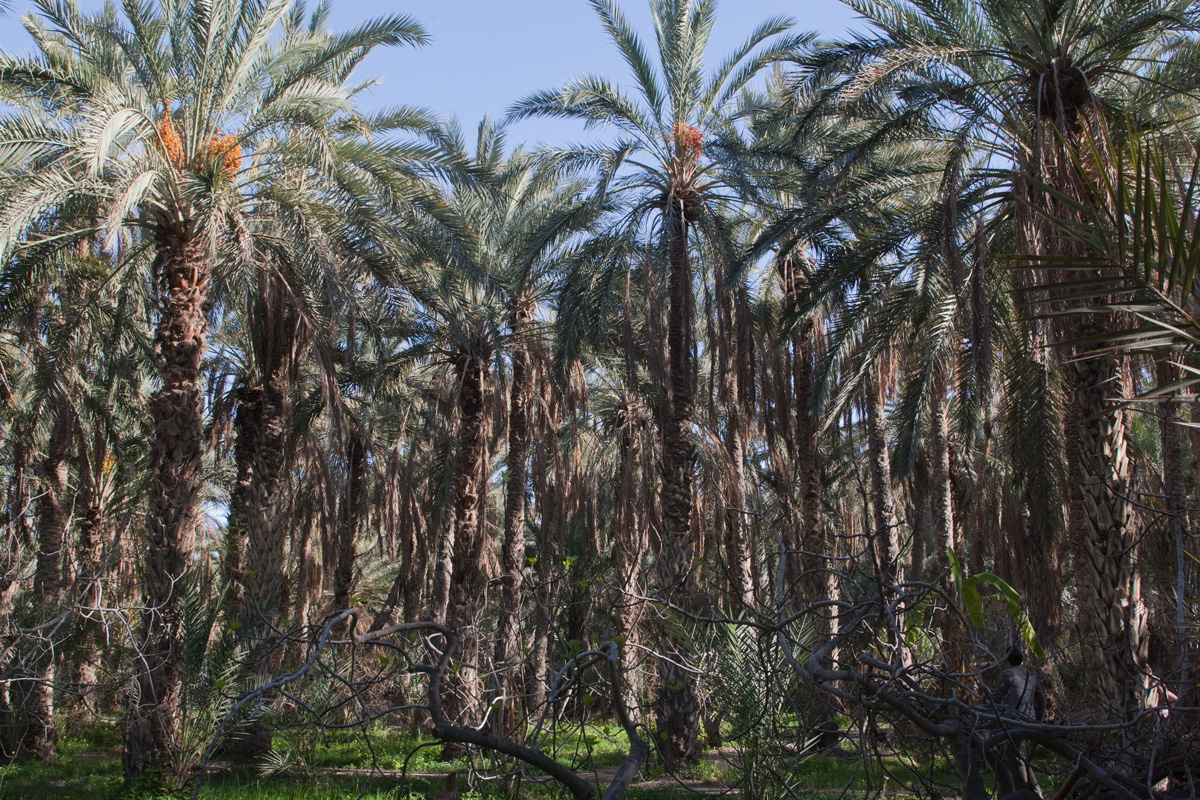
Ültetvényen